# Lista över ledamöter av Sveriges riksdags andra kammare 1894–1896
Ledamöter av Sveriges riksdags andra kammare mandatperioden 1894–1896.

## Stockholms stad

### Första valkretsen
- Julius Mankell, f.d. kapten
- Curt Wallis, e o professor
- Johan Johansson i Stockholm, grosshandlare
- Fridtjuv Berg, folkskollärare
- Johan Fjällbäck, snickare

### Andra valkretsen
- Robert Themptander, landshövding
- Sixten von Friesen, lektor
- Henrik Fredholm, civilingenjör
- Sven Palme, direktör
- Oskar Gustaf Eklund, boktryckare

### Tredje valkretsen
- Emil Hammarlund, redaktör
- Edvard Otto Wilhelm Wavrinsky, direktör
- Johannes Svensson, metallarbetare
- Jakob Ekman, missionsföreståndare
- Sven Adolf Hedin, fil. kand, skriftställare

### Fjärde valkretsen
- Julius Edvard von Krusenstjerna, statsråd
- Gustaf Lagerbring, direktör
- Otto Höglund, riksgäldsfullmäktig
- Claes Theodor Odhner, riksarkivarie
- Viktor Ramstedt, klädeshandlare

### Femte valkretsen
- Magnus Höjer, lektor
- David Bergström, fil dr
- Karl Hjalmar Branting, redaktör
- Gustaf Ericsson i Stockholm, fastighetsägare
- Jakob Erikson, redaktör
- John Olsson, advokat

## Stockholms län
- Pehr Pehrsson i Norrsund, hemmansägare (för Norra Roslags domsaga)
- Erik Åkerlund, godsägare (för Mellersta Roslags domsaga)
- Gustaf Berndes, bruksägare (för Södra Roslags domsaga)
- Gustaf Fredrik Östberg, godsägare (för Stockholms läns västra domsaga)
- Lars Petter Larsson, hemmansägare (för Södertörns domsaga)
- Edvard Behmer, borgmästare (för Enköping, Södertälje, Norrtälje, Östhammar, Öregrund, Sigtuna och Vaxholm)

## Uppsala län
- Alfred Kihlberg, lantbrukare (för Norunda och Örbyhus härad)
- Karl Holmgren, nämndeman (för Olands härad)
- Jan Eliasson i Skuttungeby, hemmansägare (för Uppsala läns mellersta domsaga)
- Lars Mallmin i Gran, lantbrukare (för Uppsala läns södra domsaga)
- Per Zacharias Larsson, ingenjör, f. 1828 (för Uppsala stad)
- Simon Johannes Boëthius, e o professor (för Uppsala stad)

## Södermanlands län
- Jacob Nilsson i Grova, godsägare (för Jönåkers härad)
- Carl Andersson, hemmansägare (för Rönö, Hölebo och Daga härader)
- Carl Carlsson Bonde, friherre, kammarherre (för Oppunda härad)
- Ivan von Knorring, friherre, arrendator (för Villattinge härad)
- Anders Gustaf Ericsson, hemmansägare, f. 1851 (för Väster- och Österrekarne härader)
- Knut Almquist, godsägare (för Åkers och Selebo härader) (från 1896)
- Carl Wellander, lantmätare (för Södermanlands läns mindre städer)
- Adolf Aulin, bokförare (för Eskilstuna och Strängnäs)

## Östergötlands län
- Carl Johansson i Berga, hemmansägare (för Kinda och Ydre domsaga)
- Carl Rydberg, godsägare (för Björkekinds, Östkinds, Lösings, Bråbo och Memmings domsaga)
- Johannes Eriksson i Norrby, hemmansägare, f. 1827 (för Lysings och Göstrings domsaga)
- Oscar Larsson i Mörtlösa, hemmansägare (för Åkerbo, Bankekinds och Hanekinds domsaga)
- Gustaf Anderson i Himmelsby, hemmansägare (för Vifolka, Valkebo och Gullbergs domsaga)
- Per Gustaf Petersson i Brystorp, hemmansägare (för Finspånga läns härads domsaga)
- Carl Jakob Jakobson i Karlshult, lantbrukare (för Aska, Dals och Bobergs domsaga)
- August Henricson, lantbrukare (för Hammarkinds och Skärkinds domsaga)
- Robert De la Gardie, greve, landshövding (för Linköping)
- Axel Swartling, vice konsul (för Norrköpings stad)
- Ludvig Eklund, lektor (för Norrköpings stad)
- Theodor Zetterstrand, rådman (för Norrköping)
- August Zotterman, direktör (för Östergötlands småstäder och Gränna)

## Jönköpings län
- Johan Sjöberg i Bodaryd, nämndeman (för Västra härads domsaga)
- Johan August Johansson, hemmansägare, f. 1850 (för Östra härads domsaga)
- Wilhelm Bengtsson i Häradsköp, hemmansägare (för Östbo härad)
- Gustaf Hazén, kontraktsprost (för Västbo härad)
- Johan Anderson i Tenhult, hemmansägare (för Tveta, Vista och Mo domsaga)
- Oscar Erickson i Bjersby, lantbrukare (för Norra och Södra Vedbo domsaga)
- Carl Falk, apotekare (för Jönköping)

## Kronobergs län
- Johan Petersson i Boestad, hemmansägare (för Uppvidinge härad)
- Johan August Sjö, hemmansägare, f. 1839 (för Konga härad)
- Carl Petersson i Dänningelanda, hemmansägare (för Mellersta Värends domsaga)
- Magnus Andersson i Löfhult, hemmansägare, f. 1833 (för Västra Värends domsaga)
- Anders Gustaf Jönsson i Mårarp, lantbrukare, f. 1831 (för Sunnerbo domsaga)
- Frithiof Ohlsson, landskamrerare (för Växjö och Oskarshamn)

## Kalmar län
- Jonas Petter Nilsson, hemmansägare, f. 1829 (för Norra Tjusts härad)
- Otto Redelius, kyrkoherde, f. 1835 (för Södra Tjusts härad)
- Julius Högstedt, godsägare, f. 1851 (för Aspelands och Handbörds domsaga)
- Hugo Hammarskjöld, arkitekt (för Sevede och Tunaläns domsaga)
- Per Olof Lundell, lantbrukare (för Norra Möre och Stranda domsaga)
- Carl Johan Bladh, handlande (för Södra Möre domsagas västra valkrets)
- Nils Petersson i Runtorp, hemmansägare (för Södra Möre domsagas östra valkrets)
- Anders Peter Danielson, hemmansägare (för Ölands domsaga)
- Carl Gethe, sekreterare (för Kalmar stad)
- Axel Petri, borgmästare (för Västervik, Eksjö och Vimmerby)

## Gotlands län
- Ludvig Norrby, hemmansägare, för Södra domsagan (från 1886)
- Per Larsson i Fole, lantbrukare, för Norra domsagan
- Per Gustaf Emil Poignant, landshövding (för Visby och Borgholm)

## Blekinge län
- Nils Jönsson i Gammalstorp, lantbrukare, f. 1844 (för Listers domsaga)
- Pehr Pehrson i Törneryd, hemmansägare (för Bräkne domsaga)
- Sven Arnoldsson, lantbrukare (för Östra domsaga)
- August Peterson i Hasselstad, hemmansägare (för Medelstads domsaga)
- Edvard Svensson, underlöjtnant (för Karlskrona)
- Hugo Lilliehöök, tillf. direktör (för Karlskrona)
- Victor Ekenman, häradshövding (för Karlshamn, Ronneby och Sölvesborg)

## Kristianstads län
- Lasse Jönsson, landstingsman, f. 1834 (för Ingelstads och Järrestads domsaga)
- Ola Persson i Rinkaby, hemmansägare (för Villands härad)
- Per Truedsson, hemmansägare (för Östra Göinge domsaga)
- Nils Svensson i Olseröd, hemmansägare, f. 1844 (för Gärds och Albo domsaga)
- Fredrik Barnekow, friherre, godsägare, f. 1839 (för Västra Göinge domsaga)
- Carl Wittsell, gästgivare (för Norra Åsbo domsaga)
- Olof Persson i Killebäckstorp, lantbrukare, f. 1839 (för Södra Åsbo och Bjäre domsaga)
- Gundelach Bruzelius , hovrättsråd (för Kristianstads och Simrishamn)

## Malmöhus län
- Mårten Dahn, hemmansägare (för Skytts och Oxie domsaga)
- Nils Nilsson i Skärhus, hemmansägare, f. 1841 (för Färs domsaga)
- Werner von Schwerin, godsägare, f. 1851 (för Frosta domsaga)
- Jöns Andersson i Öhrstorp, lantbrukare, f. 1838 (för Rönnebergs och Harjagers härad)
- Ivar Månsson i Trää, hemmansägare (för Onsjö härad)
- Anders Olsson i Ornakärr, hemmansägare (för Luggude domsagas norra valkrets)
- Anders Persson i Mörarp, hemmansägare (för Luggude domsagas södra valkrets)
- Jöns Bengtsson i Gullåkra, hemmansägare (för Bara härad)
- Nils Åkesson i Södra Sandby, lantbrukare, f. 1836 (för Torna härad)
- Hans Andersson i Nöbbelöv, lantbrukare (för Vemmenhögs, Ljunits och Herrestads domsaga)
- Robert Darin, lektor (för Malmö)
- Carl Andersson i Malmö, boktryckare (för Malmö)
- Johan Dieden, grosshandlare (för Malmö)
- Wilhelm Skytte, rådman (för Malmö)
- Robert Eklundh, akademiräntmästare (för Lund)
- Oscar Högstedt, kyrkoherde (för Helsingborg)
- Kristian Schönbeck, sakförare (för Helsingborg)
- Gustaf Thestrup, auditör (för Landskrona)
- Elis Nilson, överstelöjtnant (för Ystad, Trelleborg, Skanör och Falsterbo)

## Hallands län
- Per Nilsson i Tönnersa, lantbrukare (för Halmstads och Tönnersjö härad)
- Gustaf Gyllensvärd, lantbrukare (för Höks härad)
- Anders Magnus Gudmundson, lantbrukare (för Årstads och Faurås härader)
- Anders Olsson i Tyllered, hemmansägare (för Himble härad)
- Sven Bruhn, handlande (för Fjäre och Viske domsaga)
- Wilhelm Wester, häradshövding (för Halmstad och Ängelholm)
- Frans Berglöf, häradshövding (för Laholm, Falkenberg, Varberg och Kungsbacka

## Göteborgs och Bohus län
- Emil Baaz, lantbrukare (för Askims och Sävedals härader)
- Carl Grundell, kontraktsprost (för Västra och Östra Hisings härad)
- Pehr Andreasson, hemmansägare (för Inlands domsaga)
- Axel Ljungman, fil. dr (för Orust och Tjörns domsaga)
- Hans Holmlin, fil. kand. (för Norrvikens domsaga)
- Johan Alrik Johansson, ingenjör, f. 1856 (för Lane och Stångenäs härad)
- August Johansson i Dingle, f. 1821 (för Tunge, Sotenäs och Sörbygdens härad)
- Olof Melin, stadsmäklare (för Göteborgs stad)
- Anders Fredrik Liljeholm, folkskollärare (för Göteborgs stad)
- Axel Lilljequist, handlare  (för Göteborgs stad)
- Erik Wijk, grosshandlare (för Göteborgs stad)
- Henrik Ahrenberg, grosshandlare (för Göteborgs stad)
- August Wijkander, professor (för Göteborgs stad)
- Gustaf Svanberg, borgmästare (för Göteborgs stad)
- Bernt Wilhelm Hedgren, handlande (för Göteborgs stad)
- Georg Liljenroth, överstelöjtnant (för Göteborgs stad)
- Fredrik Åkerblom, redaktör (för Göteborgs stad)
- Carl Wilhelm Collander, fabrikör (för Uddevalla, Strömstad, Marstrand och Kungälv)

## Älvsborgs län
- Axel Wilhelm Magnus Natt och Dag, f.d. kapten (för Marks härad)
- Gustaf Odqvist, lantbrukare, f. 1849 (för Vedens och Bollebygds härad)
- Carl Axel Carlsson, lantbrukare, f. 1833 (för Flundre, Väne och Bjärke domsaga)
- Sixten Oskar Nylander, ingenjör (för Kinds och Redvägs domsaga)
- Elof Nilsson, lantbrukare, f. 1844 (för Vätle, Ale och Kullings domsaga)
- Peter Svensson, hemmansägare, f. 1826 (för Ås och Gäsene härad)
- Bengt Dahlgren, lantbrukare, f. 1836 (för Nordals, Sundals och Valbo domsaga)
- Johan Magnus Johansson, lantbrukare, f. 1843 (för Tössbo och Vedbo domsaga)
- Tullius Forsell, kronofogde (för Vänersborg Åmål och Kungälv)
- Daniel Restadius, häradshövding  (för Borås, Alingsås och Ulricehamn)

## Skaraborgs län
- Anders Magnusson, hemmansägare (för Åse, Viste, Barne och Laske domsaga)
- Anders Andersson i Backgården, hemmansägare (för Kinnefjärdings, Kinne och Kållands domsaga)
- Elias Fredholm, organist (för Skånings, Vilske och Valle domsaga)
- Lars Johan Jansson, hemmansägare (för Gudhems och Kåkinds domsaga)
- Carl Persson i Stallerhult, lantbrukare (för Vartofta och Frökinds domsaga)
- Sten Nordström, hemmansägare (för Vadsbo norra domsaga)
- Gustaf Bergendahl, löjtnant (för Vadsbo södra domsaga)
- Herman Amnéus, landskamrerare (för Mariestad, Skara och Skövde)
- Axel Wilhelm Nilson, f.d. rektor (för Lidköping, Falköping och Hjo)

## Värmlands län
- Olof Anderson i Hasselbol, hemmansägare (för Visnums, Väse och Ölme härad)
- Johan Edvard Jansson, gruvdisponent, f. 1836 (för Färnebo härad)
- Anders Henrik Göthberg, valsmästare (för Mellan-Sysslets domsaga)
- Oscar Wilhelm Lindh, kronolänsman (för Söder-Sysslets domsaga)
- Erik Andersson i Uppsala, lanthandlande (för Nordmarks domsaga)
- Johannes Andersson i Lysvik, klockare (för Fryksdals domsaga)
- Emil Olsson i Kyrkebol, nämndeman, f. 1847 (för Jösse domsaga)
- Gustaf Jansson i Krakerud, hemmansägare, f. 1839 (för Älvdals och Nyeds domsaga)
- Gullbrand Elowson, lektor (för Karlstads och Filipstad)
- Fredrik Broström, boktryckare, f. 1835 (för Kristinehamn, Nora, Lindesberg och Askersund)

## Örebro län
- Olof Erikson, nämndeman, f. 1844 (för Edsbergs, Grimstens och Hardemo härad)
- Carl Gustaf Bäckgren, fabriksidkare (för Kumla och Sundbo härad)
- Anders Petter Gustafsson i Sjögesta, hemmansägare (för Örebro och Glanshammars härad)
- Folke Andersson i Helgesta, hemmansägare, f. 1829 (för Askers och Sköllersta härad)
- Lars Eriksson i Bäck, hemmansägare (för Lindes domsaga)
- Johan Johansson i Noraskog, riksgäldsfullmäktig (för Nora domsaga)
- Anton Hahn, fabriksidkare (för Örebro stad)

## Västmanlands län
- Gustaf Sälling, lantbrukare (för Västmanlands södra domsaga)
- Carl Wallbom, skräddarmästare  (för Västmanlands västra domsaga)
- Per Holm, bergsman (för Västmanlands norra domsaga)
- Adolf Ericson, lantbrukare, f. 1849 (för Västmanlands östra domsaga)
- Carl Johan Hammarström, hovslagare, f. 1842 (för Västerås och Köping)
- Jakob Persson, rektor, f. 1839 (för Arboga och Sala)

## Kopparbergs län
- Daniel Persson i Tällberg, nämndeman (för Leksands tingslag)
- Ollas Anders Ericsson, hemmansägare (för Gagnefs och Rättviks tingslag)
- Erik Norman, handelsföreståndare (för Ofvan-Siljans domsaga)
- Back Per Ersson, bergsman, f. 1840 (för Hedemora domsaga)
- Anders Hansson i Solberga, hemmansägare, f. 1839 (för Falu domsaga)
- Jan Petter Jansson, bergsman (för Grangärde, Norrbärke och Söderbärke tingslag)
- Stormats Matias Olsson, handelsföreståndare, f. 1839 (för Malungs och Nås tingslag)
- Olof Waldemar Wahlin, läroverksadjunkt (för Falun, Hedemora och Säter)

## Gävleborgs län
- Anders Olsson i Mårdäng, hemmansägare, f. 1851 (för Gästriklands domsagas östra tingslag)
- Anders Göransson i Åsen, hemmansägare, f. 1845 (för Gästriklands domsagas västra tingslag)
- Halvar Eriksson, hemmansägare (för Bergsjö och Delsbo tingslag)
- Jonas Andersson i Ölsund, hemmansägare, f. 1851 (för Enångers och Forsa tingslag)
- Olof Jonsson i Hov, fullmäktig i Riksbanken (för Västra Hälsinglands domsaga)
- Jonas Johnsson i Thorsberg, trävaruhandlande (för Södra Hälsinglands domsagas västra tingslag)
- Nils Hansson i Berga, hemmansägare (för Södra Hälsinglands domsagas östra tingslag)
- Paul Petter Waldenström, lektor (för Gävle stad)
- Gustaf Nyström, major (för Gävle stad)
- Oswald Wikström, borgmästare (för Söderhamn)

## Västernorrlands län
- Johan Nordin, skollärare, f. 1843 (för Medelpads västra domsaga)
- Gustaf Thor, faktor (för Sköns tingslag)
- Erik Eriksson i Kväcklingen, hemmansägare, f. 1857 (för Njurunda, Ljustorps och Indals tingslag)
- Johan Lindgren i  Gallsäter, hemmansägare, f. 1846 (för Ångermanlands södra domsaga)
- Wilhelm Styrlander, polisuppsyningsman (för Ångermanlands mellersta domsaga)
- Jonas Schödén, lantbrukare (för Ångermanlands västra domsaga)
- Per Gustaf Näslund, hemmansägare (för Nätra och Nordingrå tingslag)
- Carl Öberg, hemmansägare, f. 1859 (för Själevads och Arnäs tingslag)
- Gustaf Ryding, landshövding, (för Härnösand, Umeå och Skellefteå)
- Magnus Arhusiander, grosshandlare (för Sundsvall)

## Jämtlands län
- Johan Nordin, folkskollärare (för Jämtlands norra domsaga)
- Olof Valter, handlande (för Jämtlands västra domsaga)
- Jöns Bromée, häradsdomare (för Jämtlands östra domsaga)
- Per Norberg, häradsdomare (för Härjeådalens domsaga)
- Sven Johan Kardell, lektor (för Östersund och Hudiksvall)

## Västerbottens län
- Adolf Wiklund, nämndeman (för Nordmalings och Bjurholms samt Degerfors tingslag)
- Johan Nilsson i Skravelsjö, hemmansägare, f. 1846 (för Umeå tingslag)
- Lars Dahlstedt, kyrkoherde (för Västerbottens västra domsaga)
- Johan Lundström, hemmansägare (för Västerbottens norra domsaga)
- Nils Boström, hemmansägare, f. 1844 (för Västerbottens mellersta domsaga)

## Norrbottens län
- Eric Viktor Bäckström, hemmansägare (för Piteå domsaga)
- Nils Wallmark, hemmansägare (för Luleå domsaga)
- Harald Ström, vicekonsul, f. 1836 (för Kalix domsaga)
- Carl Johan Mustaparta, hemmansägare (för Torneå domsaga)
- Magnus Alsterlund, överste, f. 1837 (för Luleå, Piteå och Haparanda)